# Jamides seminiger
Jamides seminiger är en fjärilsart som beskrevs av Grose-smith 1895. Jamides seminiger ingår i släktet Jamides och familjen juvelvingar. Inga underarter finns listade i Catalogue of Life.

## Bildgalleri

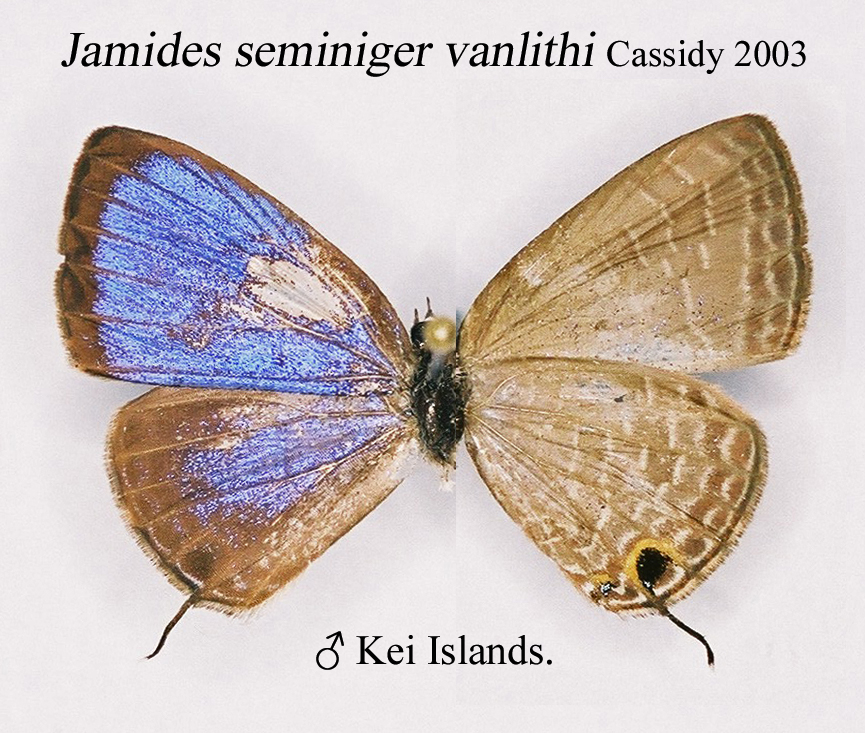
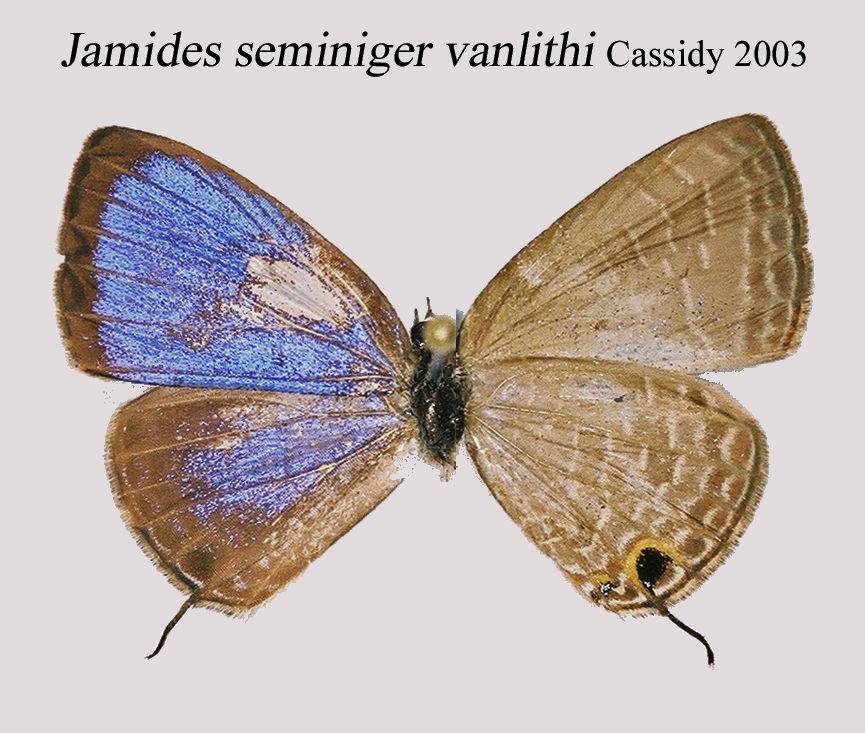